# 林肯公园 (芝加哥)
林肯公园（英語：Lincoln Park）以亚伯拉罕·林肯命名，佔地1,208英畝（489公頃），位於伊利諾伊州北部的芝加哥湖畔，面向密歇根湖。它是芝加哥面積最大的公園。林肯公園每年有2000萬名遊客參觀，是美國第二多遊客的公園。